# Ronnie Henderson
Pour les articles homonymes, voir Henderson.
Ronnie Henderson, né le 29 mars 1974, à Gulfport, au Mississippi, est un ancien joueur américain de basket-ball. Il évolue au poste d'arrière. Il est le cousin de Mahmoud Abdul-Rauf.

## Palmarès
- McDonald's All-American Team 1993